# Ranca Labuh
Ranca Labuh is een bestuurslaag in het regentschap Tangerang van de provincie Banten, Indonesië. Ranca Labuh telt 6158 inwoners (volkstelling 2010).